# Kérouané
Kérouané è un comune della Guinea, parte della regione di Kankan e della prefettura di Kérouané.